# Ricaud (Aude)
Ricaud és un municipi del departament de l'Aude a la regió francesa d'Occitània. El 2021 tenia 319 habitants.